# Braeval
Braeval / Braes of Glenlivet ist eine Whiskybrennerei in Chapeltown of Glenlivet, Banffshire, Schottland, Großbritannien.

## Geschichte
Die Brennerei wurde 1973 als Braes of Glenlivet durch Chivas Brothers, einem Tochterunternehmen von Seagram, gegründet. Schon 1975 wurde sie von drei auf fünf und 1978 auf sechs Brennblasen erweitert. Seit 1995 heißt sie Braeval um Verwechselungen mit der Glenlivet-Destillerie zu vermeiden. 2001 ging die Spirituosensparte von Seagram, und damit die Brennerei, an Pernod Ricard, welche sie im August 2002 stilllegten. Die Brennerei liegt in einer Höhe von 352 m/1.154 ft und ist damit die zweithöchstgelegene in Schottland. Dalwhinnie hat den Titel als höchstgelegene Destillerie inne.
Unter Pernod Ricards Regie wurde die Braeval-Destillerie 2008 wiedereröffnet, um den zukünftigen Bedarf an Blended Whisky abdecken zu können. Die Anzahl der Abfüllungen als Malt ist sehr überschaubar.

## Produktion
Das Wasser der zur Region Speyside gehörenden Destillerie kommt aus den Preenie- und Kate-Quellen. Sie verfügt über einen Maischbottich (mash tun) (8,4 t) aus Edelstahl und 15 Gärbottiche (wash backs) (zusammen 660.000 l), ebenfalls aus Edelstahl. Destilliert wird in zwei wash stills (je 22.000 l) und vier spirit stills (je 10.000 l) die indirekt durch Dampf erhitzt werden. Da die Brennerei über keine eigenen Lagerhäuser verfügt, wurden die Fässer zu Seagrams Zeiten in Keith abgefüllt und gelagert. Es gibt keine Eigentümerabfüllungen von dieser Destillerie.